# Martin Börsmann

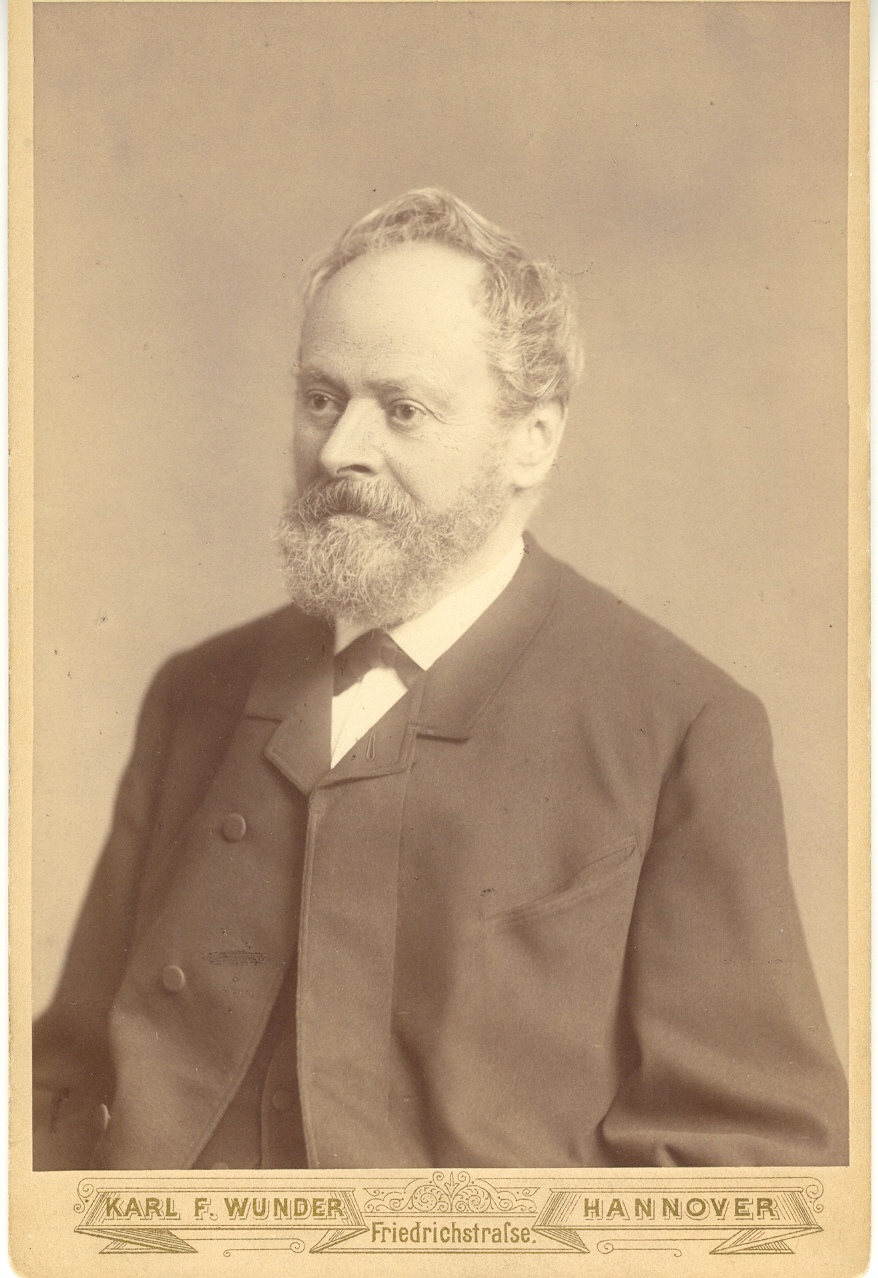
Brustbild Martin Börsmann;
Carte de Visite von Karl F. Wunder, Atelier Friedrichstraße

Martin Börsmann (geboren 5. Dezember 1851 in Elfershude bei Beverstedt; gestorben 22. Februar 1903 in Hannover) war ein Sammler plattdeutscher Literatur, Firmenschilder und Schriftmaler sowie Graphiker und Schriftsteller.

## Leben
Martin Börsmann wurde am 5. Dezember 1851 als fünfter Sohn des Landmanns Berend Börsmann und seiner Frau Anna im Ortsteil Elfershude der heutigen Gemeinde Stubben geboren. Mit 16 Jahren wanderte er in die USA aus, wo schon zwei seiner Brüder lebten.
In New York arbeitete er zunächst in einem Gemischtwarenladen, erlernte dann den Beruf des Schrift- und Schildermalers. Als ihm bewusst wird, wie sehr ihm die Heimat und vor allem die plattdeutsche Muttersprache fehlte, sendete er unter dem Pseudonym „Jan von Butenrin“ seit dem 27. Juli 1869 niederdeutsche Briefe an die Provinzial-Zeitung in Geestemünde, in denen er ausführlich seine Eindrücke vom Leben deutscher Auswanderer in der Neuen Welt schilderte. 1874 druckte die Zeitung Börsmanns humoristische Geschichte Mehr Glöck as Verstand ab.
1873 schloss sich Börsmann dem „Beverstedter Club“ in New York an, für den er eine plattdeutsche Satzung verfasste. Für die „gemüthliche Uennerholung“ erwarb er Bücher, die den Grundstock für seine später bedeutsame Privatbibliothek bildeten.
Nach der Lektüre von Gedichten von Klaus Groth, dem Dichter des 1852 erschienenen Lyrikbandes Quickborn, schrieb Börsmann an Groth im vertraulichen Duzton einen langen plattdeutschen Brief, der einen 15 Jahre andauernden Wechsel von Briefen und Postkarten zwischen beide einleitete.
Schon wenige Monate nach dem ersten Briefkontakt regte Klaus Groth die Umgestaltung des „Bevenstedter Clubs“ zum großen „New Yorker Plattdütschen Clubs“ an. Börsmann übernahm die Initiative und gab den Anstoß zur Gründung des „Plattdütschen Volksfest-Vereens von New York und Umgebung“. Vom 6. bis 10. September 1875 wurde das „1. Plattdeutsche Volksfest in New York“ durchgeführt, das bis heute regelmäßig stattfindet. Seit 1897 unterhält der Volksfest-Verein das „Fritz Reuter Altenheim“.
Zusammen mit Wilhelm Fricke gründete Börsmann die plattdeutsche Zeitung Uns Modersprak (erschienen 1875–1877).
Im Herbst 1875 kam Börsmann zu einem Besuch nach Deutschland. Er kehrte nicht mehr nach Amerika zurück, sondern siedelte sich zunächst wieder in Elvershude an, von wo aus er zum ersten und einzigen persönlichen Zusammentreffen mit Klaus Groth in Kiel aufbrach. Er versuchte sich als Reklamemaler in den Hafenorten an der Unterweser und in Berlin, bevor er 1877 endgültig nach Hannover übersiedelte.

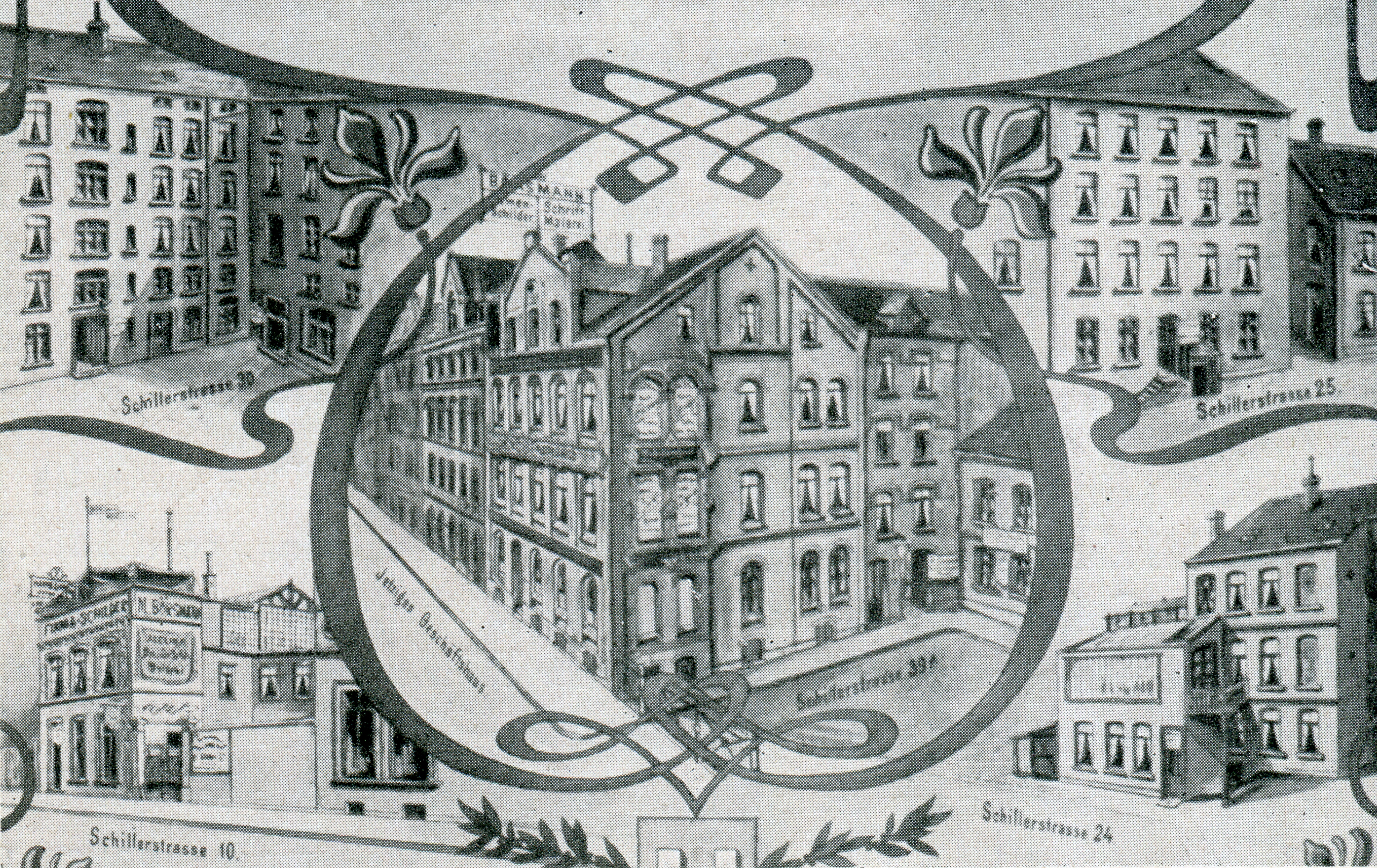
Zwischen Jugendstil-Ornament: 5 Gebäude und Atelier-Adressen Börsmanns in der Schillerstraße in Hannover

In Hannover erwarb Börsmann das Haus unter der – damaligen – Adresse Schillerstraße 30 und arbeitete als Schrift-, Wappen- und Schildermaler. Seine Firma führte unter anderem für die hannoversche „Kakesfabrik“ Bahlsen in deutschen Großstädten die erste Außenreklame an Häuserwänden aus.
Zusammen mit Ludwig Meyer und dem Senator Friedrich Georg Hermann Culemann gründete er 1879 in Hannover die „Plattdeutsche Gild Sackmann“, die 1885 in „Plattdütscher Vereen Hannover“ umbenannt wurde.
Mitte der 1890er Jahre widmete sich Börsmann verstärkt dem Ausbau seiner niederdeutschen Bibliothek. Zum 14. Verbandstag des „Allgemeinen Plattdütschen Vereins“ in Kiel verfasste er 1898 den Aufsatz Plattdütsch in Amerika.
Am 22. Februar 1903 starb Martin Börsmann im Alter von 52 Jahren in Hannover.

## Nachlass und Stiftung
In seinem Testament bestimmte Börsmann die Stadt Hannover zum Erben für seine Büchersammlung, die den Bestand als Sondersammlung in der Stadtbibliothek Hannover aufbewahrt. Der ursprüngliche Buchbestand umfasst circa 1665 Bände mit niederdeutscher Literatur und sprachwissenschaftlichen Werken des 16. bis 19. Jahrhunderts. Bis heute wird dieser Bestand an plattdeutscher Literatur kontinuierlich gepflegt und ausgebaut. Der schriftliche Nachlass, bestehend aus Manuskripten, Korrespondenz, Lebensdokumenten, plattdeutschen Vereinsschriften und Festprogrammen aus den USA und Deutschland wird als Börsmann-Archiv Hannover ebenfalls in der Stadtbibliothek Hannover aufbewahrt.

## Börsmannstraße
Die 1913 im hannoverschen Stadtteil Stöcken angelegte und von der Freudenthalstraße zur Flemestraße führende Börsmannstraße ehrt den Sammler und Schriftmaler seitdem durch ihre Namensgebung.

## Schriften
- Mehr Glöck as Verstand. En letje dröllige Geschichte. Geestemünde, 1874.
- Mehr Glöck as Verstand. En letje dröllige Geschichte. 2. Aufl. Hannover: Kniep, 1881.
- Plattdütsch in Amerika. In: Plattdütsch Sprak un Ort. Festschrift to den 14. Plattdütschen Verbandstag. Kiel, 1898, S. 27 ff.